# Stel je voor (2008)
Stel je voor is het eerste album van Volendamse zangeres Monique Smit. Het album kwam binnen op nummer 10 en heeft 17 weken gestaan in de Album Top 100.
Op het album staan onder andere Blijf je vanavond, Vrouwenalfabet, Wild en Stel je voor.

## Nummers
1. "Blijf je vanavond- 3:19
2. "Vrouwenalfabet" - 4:17
3. "Wild" - 3:31
4. "Mijn Vriendin" - 3:52
5. "Telkens als ik je zie" - 3:25
6. "Dikke tien" - 3:20
7. "Danny" - 4:02
8. "Welkom Terug" - 3:30
9. "Zon in de regen" - 3:59
10. "Ik wil naar jou zijn" - 3:16
11. "Hetzelfde liedje" - 3:13
12. "Stel je voor" - 4:01